# Giovanni Battista Belluzzi
Giovanni Battista Belluzzi, conocido también como Giovanni Battista di Bartolomeo Bellucci, Giovan Battista Bellucci o Il sanmarino (Ciudad de San Marino, 27 de septiembre de 1506—Montalcino, 1554) fue un arquitecto Sanmarinense.

## Biografía
Nacido en San Marino, a la edad de 18 años su padre lo envió a Bolonia, para convertirse en comerciante bajo la guía de Bastiano di Ronco.
Dos años después volvió a San Marino, donde se dedicó al comercio de la lana. Su primera esposa murió poco después de la boda. Su segunda esposa era hija de Girolamo Genga (1467 a 1551). Vivió con ella y con su suegro, teniéndolo como maestro en el arte de la arquitectura. En 1541 murió su segunda mujer, que dejó dos hijos.
En 1543, Giovanni fue reclamado al servicio de Cosme I de Médicis, Gran Duque de Toscana, como ingeniero. Proyectó las fortificaciones de Florencia, Pistoia, Pisa, San Miniato y el llamado «Bastión Mediceo», hoy incorporado en el Hospital de San José, en Empoli, y escribió un libro de arquitectura militar. Fue herido en el sitio de Montalcino, en el curso de la batalla entre el Gran Ducado de Toscana y la ciudad de Siena, y a raíz de las heridas murió en Fort dell'Aiuola.